# Ceracis evansi
Ceracis evansi is een keversoort uit de familie houtzwamkevers (Ciidae). De wetenschappelijke naam van de soort werd in 1944 gepubliceerd door Blair.